# 弯腰树村
弯腰树村是中华人民共和国云南省红河哈尼族彝族自治州泸西县旧城镇下辖的一个行政村。弯腰树村与镇三河村委会、松鹤村委会、以及曲靖市师宗县葵山镇者黑村委会接壤。
弯腰树村下辖雀梨树、独家村、弯腰树三个自然村。